# Petit Guide de la chasseuse de monstres
Pour plus de détails, voir Fiche technique et Distribution.
Petit Guide de la chasseuse de monstres (A Babysitter's Guide to Monster Hunting) est une comédie horrifique américaine réalisée par Rachel Talalay et sortie en 2020 sur Netflix.

## Synopsis
Recrutée par une société secrète de baby-sitters, Kelly Ferguson, une adolescente, affronte un grand méchant et ses monstres pour sauver le petit garçon qu'elle garde durant la soirée d'Halloween.

## Fiche technique
Sauf indication contraire, les informations mentionnées dans cette section peuvent être confirmées par la base de données cinématographiques IMDb,  présente dans la section « Liens externes ».
- Titre original : A Babysitter's Guide to Monster Hunting
- Titre français : Petit Guide de la chasseuse de monstres
- Titre québécois : ???
- Réalisation : Rachel Talalay
- Scénario : Joe Ballarini (en), d'après ses romans
- Direction artistique : Michael Corrado
- Décors : Kris Bergthorson
- Costumes : Carrie Grace
- Photographie : Justina Mintz
- Montage : Gregory Middleton
- Musique : Matthew Margeson
- Production : Amie Karp et Ivan Reitman
- Co-production : Brad Goodman et Robert Huberman
- Producteurs délégués : Ali Bell, Jason Blumenfeld, Naia Cucukov, Ilona Herzberg, Joe Medjuck et Tom Pollock
- Sociétés de production : Netflix, Walden Media et The Montecito Picture Company
- Société de distribution : Netflix
- Budget : ???
- Pays d'origine :  États-Unis
- Langue originale : anglais
- Format : couleur - 2.35 : 1 - son Dolby Digital
- Genre : comédie horrifique et fantastique
- Durée : 94 minutes
- Dates de sortie : En 2020
  - Mondial : 15 octobre 2020 (sur Netflix)

## Distribution
- Tamara Smart (VF : Lisa Caruso) : Kelly Ferguson
- Tom Felton (VF : Damien Ferrette) : Grand Guignol
- Oona Laurence : Liz Lerue
- Indya Moore (VF : Déborah Claude) : Peggy Drood
- Alessio Scalzotto (VF : Benjamin Bollen) : Victor Colleti
- Lynn Masako Cheng (VF : Bianca Tomassian) : Cassie Zhen
- Ty Consiglio (VF : Gabriel Bismuth-Bienaimé) : Curtis Critter
- Ian Ho (VF : Thimothée Bardeau) : Jacob Zellman
- Momona Tamada : Babysitter venant du Japon
- Cameron Bancroft : Pete Ferguson
- Source et légende : Version française (VF) via le carton de doublage en fin de film.